# Cestonia canariensis
Cestonia canariensis là một loài ruồi trong họ Tachinidae.